# Berwang
Berwang est une commune autrichienne du district de Reutte dans le Tyrol.